# Margit Slachta
Margit Slachta o Margit Schlachta (Košice, 18 de setembre de 1884 - Buffalo, 6 de gener de 1974) va ser una activista social hongaresa. L'any 1920 va ser la primera dona escollida per a l'Assemblea Nacional d'Hongria i l'any 1923 va fundar les Germanes del Servei Social, una institució religiosa catòlica de dones.

## Biografia
Va néixer a Kassa, Hongria l'any 1884. Quan era jove, ella i els seus pares van marxar a viure als Estats Units. Quan van tornar a Hongria, Margit va estudiar en una escola catòlica per a ser professora de francès i alemany.
Va ser una activista dels drets humans. Va formar la Unió de Dones Catòliques, una organització per promoure el sufragi femení a Hongria. L'any 1920 va ser escollida per a l'Assemblea Nacional d'Hongria. L'any 1908, Slachta es va afegir a una comunitat religiosa, la Societat de la Missió Social. Les Germanes Socials eren conegudes a Hongria per la seva tasca com a infermeres, llevadores i cuidadores de nens orfes. La seva comunitat va crear escoles professionals per al treball social a Budapest i Cluj. Alguns estudiants es van unir a una associació laica afiliada a aquesta.
Les primeres lleis antijueves es van tramitar a Hongria l'any 1938. Des de llavors, Slachta va publicar articles oposant-se a les mesures antijueves en el seu diari, La veu de l'Esperit. El 1943, el govern va suprimir el diari però ella el va continuar publicant de manera clandestina.
Hongria es va unir a les potències de l'Eix el 1940. A la tardor del 1940, les famílies jueves de Csíkszereda van ser deportades i enviades a Kőrösmező, a la Rutènia Carpàtica. Slachta va respondre immediatament els informes de 1940 sobre el desplaçament de jueus escrivint al sacerdot parroquial de Kőrösmező perquè esbrinés el benestar dels deportats.
El procés va ser cancel·lat la tarda del 9 de desembre, quan un telegrama del Ministeri de Defensa va ordenar l'alliberament dels detinguts. Aquest mateix dia estava datada la carta enviada al sacerdot.
Margit Slachta sentia un fort entusiasme cap a les seves conviccions religioses de justícia social enfocat en les tasques de rescat i assistència. Durant els anys posteriors a la Segona Guerra Mundial, va generar consciència sobre les considerables contribucions de les Esglésies protestants en els esforços de rescat.
Slachta va donar refugi als perseguits, va protestar contra les lleis antijueves i els treballs forçats i va viatjar a Roma l'any 1942 per demanar al Papa que actués contra les persecucions de jueus.